# Nataliya Rusnachenko
Nataliya Rusnachenko (em russo:  Наталія Русначенко; Kiev, 13 de maio de 1969) é uma ex-handebolista soviética, naturalizada austriaca, medalhista olímpica.
Nataliya Rusnachenko fez parte do elenco medalha de bronze, de Seul 1988.